# Chaetoxynops chaetosus
Chaetoxynops chaetosus är en tvåvingeart som beskrevs av Townsend 1928. Chaetoxynops chaetosus ingår i släktet Chaetoxynops och familjen parasitflugor.
Artens utbredningsområde är Paraguay. Inga underarter finns listade i Catalogue of Life.